# Xã Turner, Michigan
Xã Turner (tiếng Anh: Turner Township) là một xã thuộc quận Arenac, tiểu bang Michigan, Hoa Kỳ. Năm 2010, dân số của xã này là 550 người.